# Kasteel Steenhuis

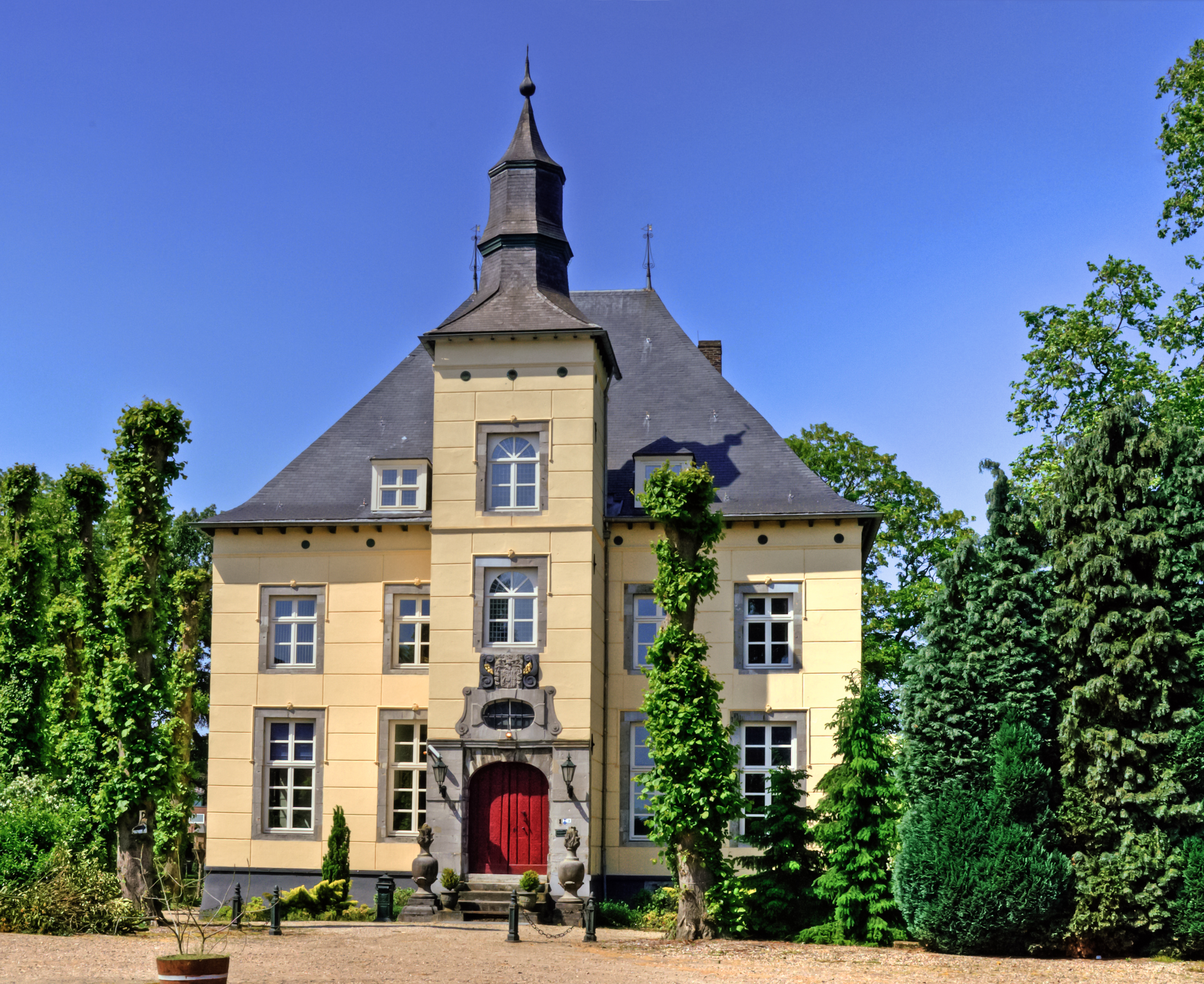
Het Stenen Huis

Kasteel Steenhuis (ook: Het Stenen Huis) is een kasteel te Vlodrop in de Nederlandse provincie Limburg, gelegen aan de Kasteelweg 1.
Het huidige kasteel dateert van 1664 en werd gebouwd voor Gerard Bordels, terwijl begin 19e eeuw de vensters in empirestijl werden gewijzigd en het huis werd gepleisterd. Er zou op deze plaats een ouder kasteel hebben gestaan, maar daarover is niets bekend.
Het is een symmetrisch huis met een opvallend middenrisaliet dat bekroond wordt door een met leien bedekt torentje. Ook is hier de ingangspartij die met hardsteen omlijst is en een wapenschild draagt. De ter weerszijden van de ingang geplaatste vlampotten zijn afkomstig van de brugpijlers en
dateren van 1742.
Het kasteel is geklasseerd als rijksmonument.